# Gergő Beliczky
Gergő Beliczky (Budapest, 3 luglio 1990) è un calciatore ungherese, attaccante del Bicske.

## Carriera

### Club
Beliczky inizia la carriera da professionista nel Vasas, prima di passare allo Zwolle per poi tornare, dopo appena un anno, nel club dove aveva iniziato. Nel 2012 si trasferisce al Ferencváros.

### Nazionale
Ha fatto parte della nazionale ungherese Under-21.